# Siwamet Thanusorn
Siwamet Thanusorn (thailändisch ศิวะเมต ธนูศร; * 3. Juni 1982) ist ein ehemaliger thailändischer Fußballspieler.

## Karriere
Siwamet Thanusorn stand bis 2010 bei Osotspa FC unter Vertrag. Der Verein spielte in der ersten Liga des Landes, der Thai Premier League. 2011 wechselte er nach Bangkok zum Ligakonkurrenten Army United. Die Saison 2013 stand er beim ebenfalls in der ersten Liga spielenden Police United unter Vertrag. Der Erstligist Songkhla United FC aus Songkhla nahm ihn die Saison 2014 unter Vertrag. Ende der Saison musste er mit dem Verein in die zweite Liga absteigen. Nach dem Abstieg kehrte er zu seinem ehemaligen Verein Army United zurück. Bis 2016 stand er 27-mal für die Army in der ersten Liga auf dem Spielfeld. Der Zweitligist Kasetsart FC nahm ihn die Saison 2017 unter Vertrag. 2018 spielte er die Hinserie mit dem Deffo FC in der dritten Liga, der Thai League 3. Nach der Hinserie wechselte er zum Ligakonkurrenten Phrae United FC nach Phrae. Mit dem Verein wurde er Ende 2019 Vizemeister der Upper Region und stieg in die zweite Liga auf. Nach dem Aufstieg verließ er den Verein und schloss sich dem Drittligisten Saraburi United FC aus Saraburi an. Im Sommer 2020 beendete er seine Karriere als Fußballspieler.

## Erfolge
Phrae United FC
- Thai League 3 – Upper: 2019 (Vizemeister)  ▲